# Siphonolaimus pachyderma
Siphonolaimus pachyderma is een rondwormensoort uit de familie van de Siphonolaimidae. De wetenschappelijke naam van de soort is voor het eerst geldig gepubliceerd in 1956 door Wieser.